# Aeroportul Gods River
Aeroportul Gods River (IATA: ZGI, ICAO: CZGI) este un aeroport din Manitoba, Canada ce deservește zona Manto Sipi Cree Nation⁠(d). Aeroportul a fost tranzitat în 2021 de 7.023 de pasageri. A fost numit după zona deservită.
Situat la o altitudine de 191 m, aeroportul dispune de o singură pistă.